# Уильямс, Фаррелл
Фа́ррелл Лэ́нсило Уи́льямс (англ. Pharrell Lanscilo Williams; род. 5 апреля 1973, Верджиния-Бич, Виргиния, США) — американский рэпер, певец, автор песен, продюсер и дизайнер одежды. Вместе с Чадом Хьюго (дуэт The Neptunes) продюсирует по большей части хип-хоп музыку. Лидер, вокалист и барабанщик в фанк-рок группе N*E*R*D вместе с Хьюго и Шей Хэйли. Выпускал сольные работы: дебютный сингл Frontin в 2003 году, альбом In My Mind в 2006 году, а также альбом G I R L в марте 2014 года.
В качестве участника The Neptunes Фаррелл спродюсировал огромное количество хитов для самых разных мегазвезд.
В феврале 2023 года Уильямс стал креативным директором мужской линии Louis Vuitton.

## Ранние годы
Фаррелл родился в городе Верджиния-Бич в штате Виргиния.

## Карьера

### Музыкант
В 1990-х годах Чэд Хьюго и Фаррелл собрали R&B-группу из четырёх участников, которую назвали The Neptunes, и куда вошли также их друзья Шэй Хэйли и Майк Етеридж. Они приняли участие в музыкальном конкурсе среди учеников старших классов, где их заметил продюсер и музыкант Тедди Райли. После окончания средней школы, группа подписала контракт с Тедди Райли.
В 2008 году на полки музыкальных магазинов поступил сингл Give It 2 Me, написанный Фарреллом в соавторстве с Мадонной. В клипе на песню появляются оба артиста.
В 2017 году сочинил песню «100 лет» (англ. 100 Years) в сотрудничестве с брендом коньяка Louis XIII, которая будет выпущена в ноябре 2117 года.

### Дизайнер одежды
У Фарелла Уильямса две собственные линии одежды — Billionaire Boys Club и обувная линия Ice cream.
Автор дизайна солнечных очков серии «Millionaires» по заказу дома Louis Vuitton. Также Уильямс снимался в рекламе бижутерии Louis Vuitton и рекламе одежды у своего хорошего друга Марка Джейкобса.
В феврале 2016 года стал совладельцем голландского джинсового бренда G-Star Raw.
14 февраля 2023 года Louis Vuitton объявил, что Уильямс был назначен новым креативным директором мужской линии Дома моды, должность, оставшаяся вакантной после смерти Вирджила Абло в 2021 году.

## Личная жизнь
12 октября 2013 года Уильямс женился на своей девушке, модели и фотографе Хелен Ласичан. У них есть сын, Рокет Уильямс (род. 2008), получивший своё имя в честь песни Элтона Джона Rocket Man. В январе 2017 года у пары родилась тройня. В феврале 2022 года исполнитель продал свою резиденцию в Лос-Анджелесе за 9,2 миллиона долларов . 

## Дискография

#### Студийные альбомы
- 2006: In My Mind
- 2014: G I R L

#### Сольные синглы
- 2001: «Boys» (совместно с Britney Spears)
- 2003: «Frontin» (совместно с Jay-Z)
- 2003: «Beautiful» (совместно с Snoop Dogg)
- 2004: «Drop It Like It’s Hot» (совместно с Snoop Dogg)
- 2005: «Can I Have It Like That» (совместно с Гвен Стефани)
- 2006: «Angel»
- 2006: «Number One» (совместно с Kanye West)
- 2006: «That Girl» (совместно с Snoop Dogg)
- 2006: «Money Maker» (совместно с Ludacris)
- 2006: «Sex And Money» (совместно с Paul Oakenfold)
- 2008: «Give It 2 Me» (совместно с Madonna)
- 2010: «One (Your Name)» (совместно с Swedish House Mafia)
- 2013: «Get Lucky» (совместно с Daft Punk и Nile Rodgers)
- 2013: «Lose Yourself to Dance» (совместно с Daft Punk)
- 2013: «Happy»
- 2013: «Blurred Lines» (совместно с Робином Тиком и T.I.)
- 2013: «ATM Jam» (совместно с Азилией Бэнкс)
- 2013: «Get Like Me» (совместно с Nelly, Nicki Minaj)
- 2014: «Marilyn Monroe»
- 2015: «Freedom»

## Награды и номинации
В 2005 году журнал Esquire присудил ему звание «Самый стильный человек года».
В декабре 2014 года удостоился именной звезды на «Аллее Славы» в Голливуде.
В марте 2017 года стал Офицером ордена искусств и литературы.
11 июля 2025 года стал Кавалером ордена Почётного легиона.

### Музыкальные премии
| Год  | Премия                                     | Номинация / Работа                                                    | Итог       |
| ---- | ------------------------------------------ | --------------------------------------------------------------------- | ---------- |
| 2017 | «Оскар»                                    | Лучший фильм («Скрытые фигуры»)                                       | Номинация  |
|      | «Золотой глобус»                           | Лучший саундтрек («Скрытые фигуры»)                                   | Номинация  |
| 2015 | «Kids Choice Awards»                       | Любимый певец                                                         | Номинация  |
| 2014 | «Оскар»                                    | Лучшая песня к фильму / «Happy»- «Гадкий я 2»                         | Номинация  |
| 2014 | «Энни»                                     | Лучшая музыка в Feature Production — «Гадкий я 2»                     | Номинация  |
|      | «Грэмми »                                  | Продюсер года                                                         | Победитель |
|      |                                            | Альбом года — «Good Kid, M.A.A.D City» (продюсирование)               | Номинация  |
|      |                                            | Альбом года — «Random Access Memories»                                | Победитель |
|      |                                            | Лучшая песня — «Get Lucky» (вместе с Daft Punk)                       | Победитель |
|      |                                            | Лучший дуэт — «Get Lucky» (вместе с Daft Punk)                        | Победы     |
|      |                                            | Лучшая песня — «Blurred Lines» (вместе с Robin Thicke & T.I.)         | Номинация  |
|      |                                            | Лучший дуэт — «Blurred Lines» (вместе с Robin Thicke & T.I.)          | Номинация  |
| 2013 | «BET Hip Hop Awards»                       | Продюсер года                                                         | Номинация  |
|      | «Грэмми »                                  | Альбом года — Channel Orange (продюсирование)                         | Номинация  |
|      | «MTV Video Music Awards»/ Видеонаграды МТВ | Лучший дуэт — «Blurred Lines» (вместе с Robin Thicke & T.I.)          | Номинация  |
|      |                                            | Видео года — «Blurred Lines» (вместе с Robin Thicke & T.I.)           | Номинация  |
|      |                                            | Лучшая песня лета — «Blurred Lines» (вместе с Robin Thicke & T.I.)    | Номинация  |
|      |                                            | Лучшее мужское видео — «Blurred Lines» (вместе с Robin Thicke & T.I.) | Номинация  |